# Zbiorniki wodne Žlutý Kopec w Brnie
Zbiorniki wodne Žlutý Kopec w Brnie (cz. Vodojemy Žlutý Kopec) – zespół podziemnych zbiorników wodnych wybudowanych w latach 1874–1917 w rejonie ul. Tvrdého w Brnie, stanowiący część systemu wodociągowego Pisárky.
Zbiorniki zostały uznane za zabytek kultury Republiki Czeskiej w 2019.

## Historia
Szybki rozwój Brna w 2. połowie XIX wieku i związany z nim wzrost liczby ludności, spowodował konieczność zapewnienia mieszkańcom odpowiednich dostaw wody pitnej. Wodę zapewnił system wodociągowy Pisárky, zaprojektowany przez przedsiębiorcę z Londynu Thomasa Docwry’ego. Wodociągi w Brnie wzorowane były na rozwiązaniach brytyjskich. Woda pobierana była z rzeki Svratka, następnie oczyszczana w trzech biologicznych filtrach i pompowana do zbiorników. Dwa mniejsze zbiorniki (tzw. strefa wyższego ciśnienia) znajdowały się w Špilberku. Kolejne trzy zbiorniki wodne wybudowano na wschodnim zboczu wzgórza Žlutý Kopec.
Jakość wody w wodociągu Pisárky szybko się pogorszyła i już pod koniec XIX wieku rozpoczęto budowę nowego wodociągu z Březovej nad Svitavou, który uruchomiono w 1913.
System wodociągowy Pisárky działał do 1997 dostarczając wodę pitną i przemysłową. Po 1997 cały kompleks był nieużytkowany i stopniowo niszczał, a w 2014 przeznaczono go do likwidacji.
W 2019 cały obszar na wzgórzu Žlutý Kopec został uznany przez Ministerstwo Kultury Republiki Czeskiej za zabytek kultury. Cały kompleks trzech zbiorników wodnych został zrewitalizowany i zagospodarowany na cele turystyczne. Pierwszy, najstarszy zbiornik został udostępniony do zwiedzania w 2020, kolejne w latach 2022 i 2024. W 2024 zakończono również prace związane z zagospodarowaniem terenu nad zbiornikami.

## Opis

### Zbiornik 1

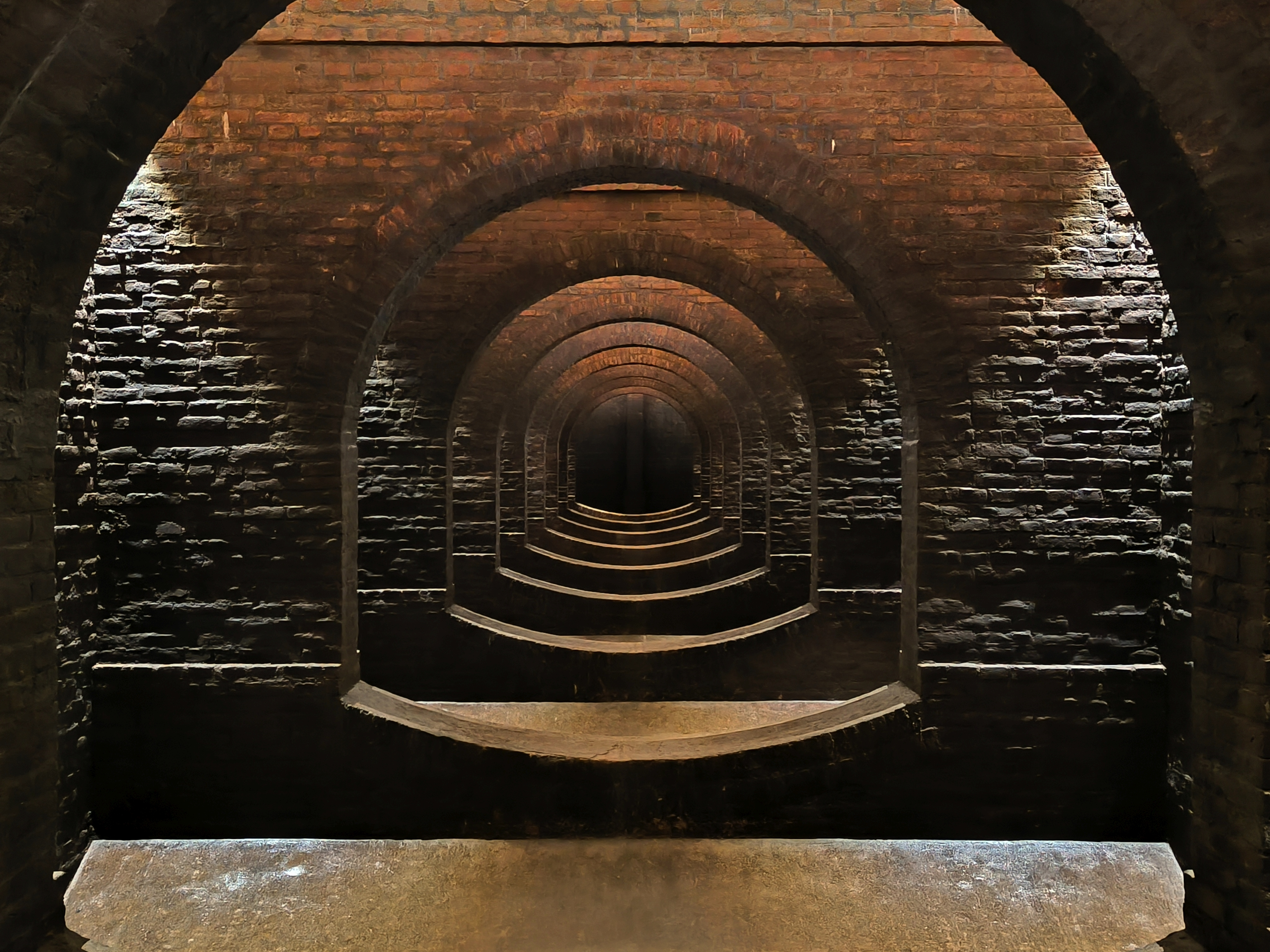
Wnętrze zbiornika z 1874

Wybudowany został w 1874 według projektu Thomasa Docwry’ego po północno-zachodniej stronie kompleksu. System nośny zbiornika tworzą ceglane ściany i łuki dzielące całość budowli na rytmicznie ułożone komory. Posadzka jest ceglana, wyprofilowana, co ułatwia odpływ wody. Wymiary zbiornika wynoszą ok. 45 × 45 m, a jego wysokość 6,5 m. Pojemność zbiornika wynosi ponad 9,5 mln litrów.

### Zbiornik 2

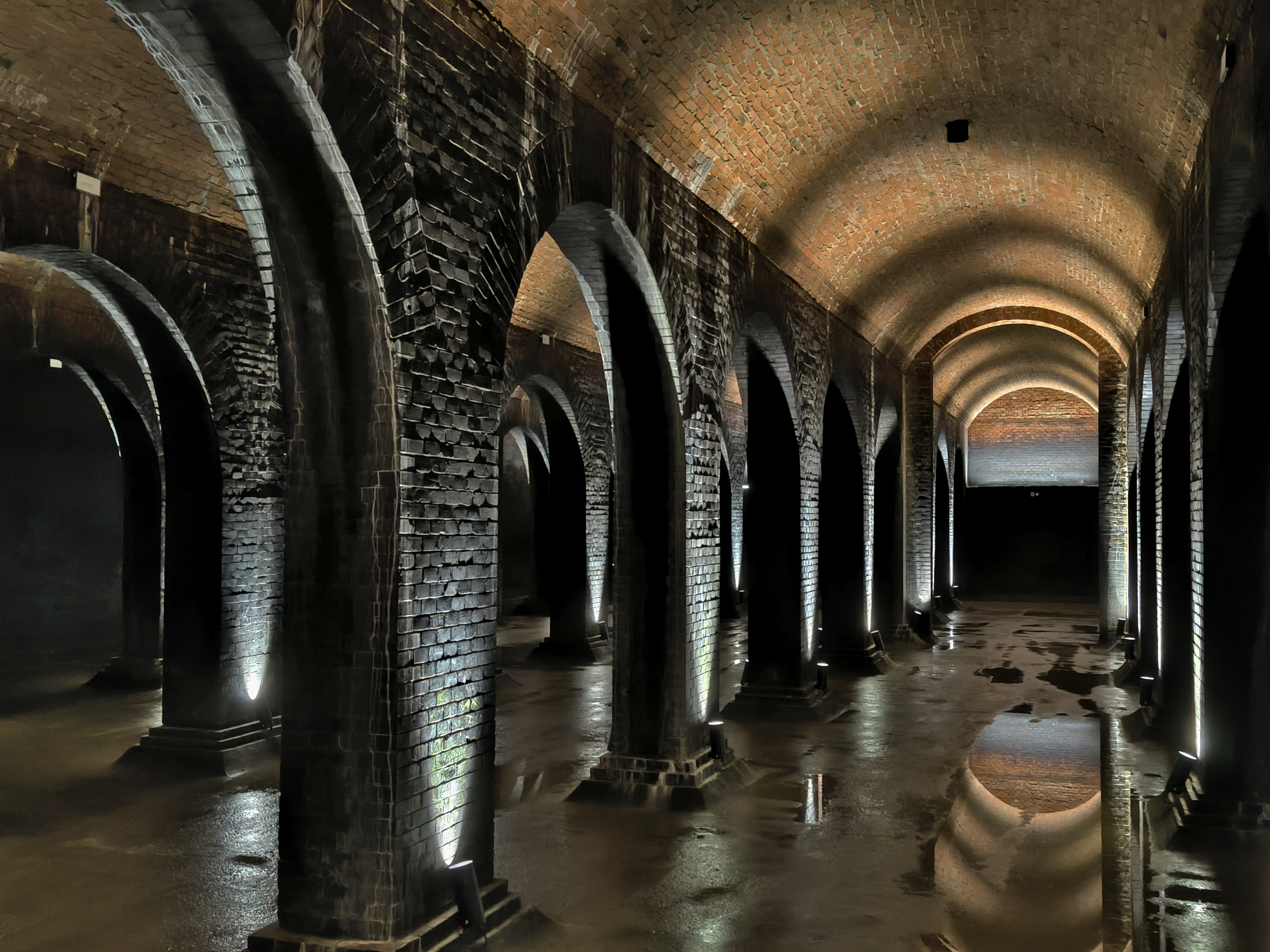
Wnętrze zbiornika z 1894

Wybudowany w 1894 w związku z rosnącym zapotrzebowaniem na wodę według projektu brneńskiego inżyniera i budowniczego Emila Procházki. Podobnie jak zbiornik 1 jest wymurowany z cegły. Konstrukcję zbiornika tworzy 70 ceglanych filarów podtrzymujących sklepienia. Filary łączone są łukami. Wymiary zbiornika to 35 × 55 m. Wysokość wynosi 6,5 m. Zbiornik mieści 8,5 mln litrów wody.

### Zbiornik 3

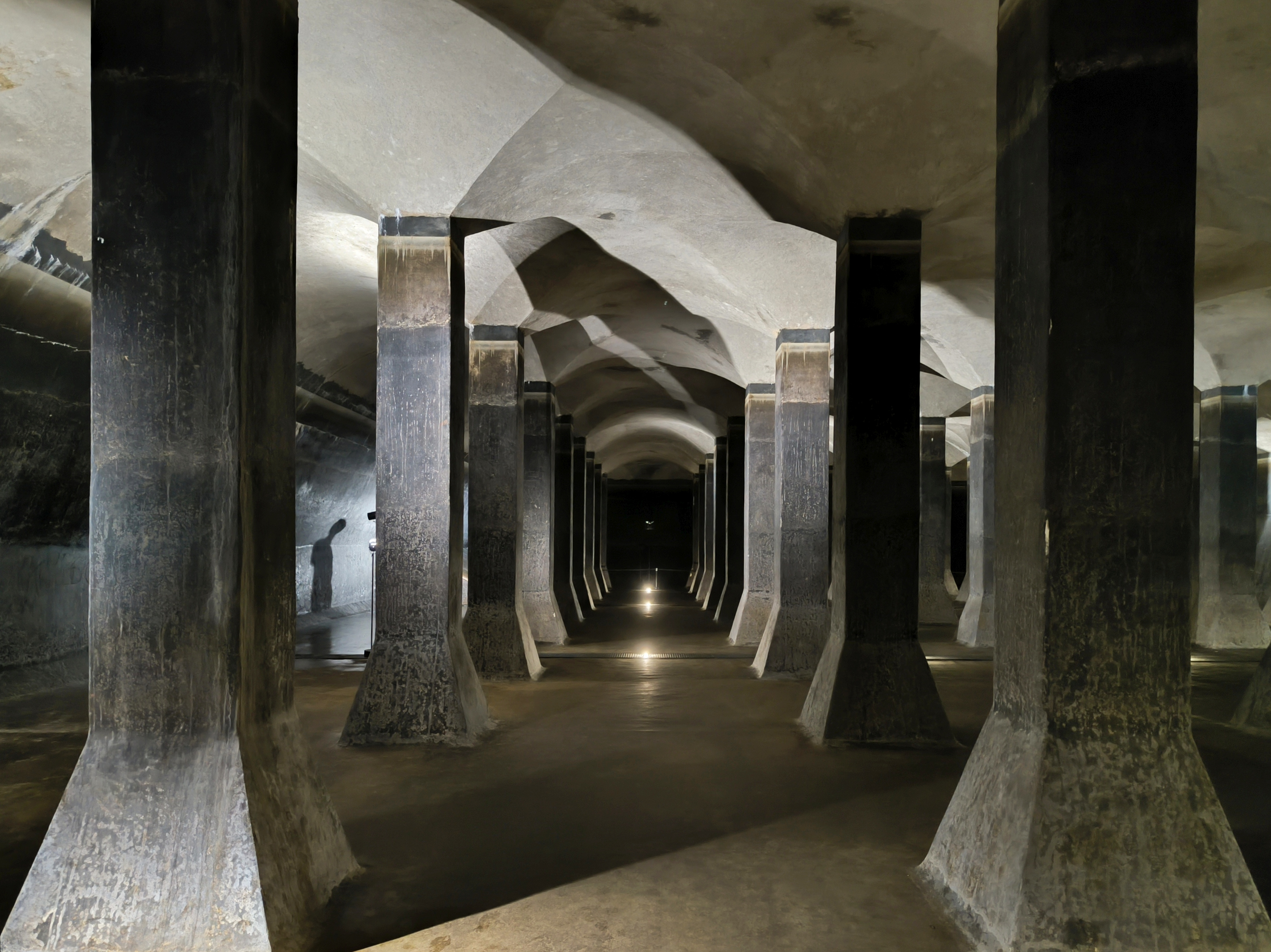
Wnętrze zbiornika z 1917

Powstał w 1917 roku według projektu działu technicznego i projektowego Miejskich Wodociągów w Brnie. Wykonany w monolitycznej konstrukcji betonowej składa się z dwóch połączonych zbiorników: północnego o wymiarach 35 × 30 m oraz południowego o wymiarach 45 × 30 m. Sklepienie podpiera 87 masywnych, betonowych filarów. Pojemność obu części zbiornika wynosi 15 mln litrów.